# Islandia en el Festival de la Canción de Eurovisión
Islandia ha participado en el Festival de la Canción de Eurovisión desde 1986, salvo en las ediciones de 1998 y 2002, cuando no pudo competir debido a los bajos resultados obtenidos en los años anteriores. Su mejor resultado son los siguientes segundos puestos: en 1999, con Selma; y en 2009, con Yohanna.
Desde la introducción de las semifinales en 2004, Islandia no ha logrado clasificarse para la final en nueve ocasiones. Hasta 2024, Islandia es el único país nórdico que no ha ganado todavía el Festival de Eurovisión; y, junto con Lituania, el único de Europa septentrional.
En tan solo 7 ocasiones, ha conseguido Islandia estar en el TOP-10 dentro de la gran final, de un total de 38 participaciones.

## Historia
Durante los primeros años no consiguió superar la decimosexta posición. Hasta 1990, cuando el país obtuvo la cuarta posición, por detrás de Italia, Francia e Irlanda. El país no ha ganado el festival, pero estuvo muy cerca en 1999 y 2009. La primera ocasión se produjo cuando la canción de Selma, «All Out of Luck», fue tan solo superada por Suecia, representada por Charlotte Nilsson, al final de la ronda de votaciones. En la edición de 2009, la representante islandesa obtuvo de nuevo la segunda posición. El noruego Alexander Rybak ganó el festival estableciendo el récord de puntuación de la historia del festival hasta el momento, con 387 votos. Este resultado estaba muy por encima del conseguido por Yohanna que, pese a presentar una gran balada, obtuvo 218 puntos. Sin embargo, en lo referente a la puntuación, es el mejor resultado hasta la fecha de entre los representantes islandeses.
Islandia ha terminado en último lugar dos veces, obteniendo 0 puntos en 1989 y con sólo 3 puntos en 2001. Destacan las repeticiones de participación de varios cantantes por Islandia: Sigríður Beinteinsdóttir ha participado tres veces (1990, 1992 y 1994), Selma Björnsdóttir ha participado dos veces (1999 y 2005), y Eiríkur Hauksson otras 2 (como miembro de la banda ICY en 1986 y como solista en 2007).
En 2008, los representantes fueron los componentes del grupo Euroband. Pese a que la canción estaba entre las favoritas, finalmente se tuvo que conformar con la 14.ª posición por detrás de Portugal y por delante de Dinamarca. En 2009, Islandia consiguió ganar su semifinal, teniendo que conformarse posteriormente con el segundo lugar en la gran final.
El siguiente año, 2010, eligieron a la cantante Hera Björk, conocida por hacer algunos trabajos acerca de Islandia en Eurovisión (participó en el videoclip de Selma en 1999 y participó como corista en 2008 y 2009. Participó en la primera semifinal, donde recibió la tercera posición con 123 puntos. En la final, y a pesar de su buen resultado en la semifinal, obtuvo la 19.ª posición con 41 puntos, por delante de los anfitriones, Noruega, y por detrás de los lusos. En la edición de 2011 fueron representados por el grupo Sigurjón's Friends, un grupo formado para rendir tributo al intérprete original del tema, Sigurjón Brink, fallecido poco antes del Söngvakeppni Sjónvarpsins. Pasaron a la final con un cuarto puesto y 100 puntos. Sin embargo, en la final obtuvieron la vigésimo plaza con 61 puntos.
En el Festival de Eurovisión 2012, celebrado en Bakú, fueron representados por Gréta Salóme y Jónsi. A pesar de lo pronosticado por las encuestas, y del resultado de la semifinal (8.º puesto y 75 puntos), en la final obtuvieron un pobre vigésimo puesto, con 46 puntos. En el año 2013, Eyþór Ingi representó su país quedando 6.º en la semifinal y 17.º en la final de Malmö. En 2014, Pollapönk, consiguió ser 8.º en la semifinal y 15.º en la gran final de Copenhague.
En el Festival de Eurovisión 2015, fue enviada María Ólafsdóttir y el tema «Unbroken» alcanzó el decimoquinto puesto en su semifinal, con 14 puntos, rompiendo, así, una racha de siete clasificaciones seguidas a la final. Asimismo, desde entonces, Islandia no consiguió clasificarse de nuevo por cuatro años consecutivos, habiendo obtenido un decimocuarto puesto en 2016 y un decimoquinto en 2017, con Gréta Salóme y Svala como representantes, respectivamente. Posteriormente, en 2019, logró la clasificación a la final gracias a la banda Hatari y el tema «Hatrið mun sigra». En 2020, el grupo Daði Freyr fue seleccionado para representar al país con la canción Think About Things, pero la cancelación del concurso provocó que participaran en la edición de 2021, con la canción 10 years , obteniendo un 4.º puesto en la gran final. En 2022, el trío de hermanas Systur representó al país con la canción «Með hækkandi sól»., consiguiendo clasificar a la final por tercera vez consecutiva, pero quedando en 23.º posición. A pesar de los mixtos resultados en el concurso, Islandia es el segundo país más exitoso que nunca gana el concurso (solo detrás de Malta).

## Participaciones
Leyenda
     Ganador
     Segundo puesto
     Tercer puesto
     Cuarto o quinto puesto (Top 5)
     Último puesto
| Año                  | Sede       | Artista                 | Canción                 | Final              | Pts.               | Semifinal                   | Pts.                        |
| -------------------- | ---------- | ----------------------- | ----------------------- | ------------------ | ------------------ | --------------------------- | --------------------------- |
| 1986                 | Bergen     | ICY                     | «Gleðibankinn»          | 16                 | 19                 | No hubo semifinales         | No hubo semifinales         |
| 1987                 | Bruselas   | Halla Margrét           | «Hægt og hljótt»        | 16                 | 28                 | No hubo semifinales         | No hubo semifinales         |
| 1988                 | Dublín     | Beathoven               | «Þú og þeir (Sókrates)» | 16                 | 20                 | No hubo semifinales         | No hubo semifinales         |
| 1989                 | Lausanne   | Daníel Ágúst Haraldsson | «Það sem enginn sér»    | 22                 | 0                  | No hubo semifinales         | No hubo semifinales         |
| 1990                 | Zagreb     | Stjórnin                | «Eitt lag enn»          | 4                  | 124                | No hubo semifinales         | No hubo semifinales         |
| 1991                 | Roma       | Stefán & Eyfi           | «Draumur um nínu»       | 15                 | 26                 | No hubo semifinales         | No hubo semifinales         |
| 1992                 | Malmö      | Heart 2 Heart           | «Nei eða já»            | 7                  | 80                 | No hubo semifinales         | No hubo semifinales         |
| 1993                 | Millstreet | Inga                    | «Þá veistu svarið»      | 13                 | 42                 | Kvalifikacija za Millstreet | Kvalifikacija za Millstreet |
| 1994                 | Dublín     | Sigga                   | «Nætur»                 | 12                 | 49                 | No hubo semifinales         | No hubo semifinales         |
| 1995                 | Dublín     | Bo Halldórsson          | «Núna»                  | 15                 | 31                 | No hubo semifinales         | No hubo semifinales         |
| 1996                 | Oslo       | Anna Mjöll              | «Sjúbídú»               | 13                 | 51                 | 10                          | 59                          |
| 1997                 | Dublín     | Paul Oscar              | «Minn hinsti dans»      | 20                 | 18                 | No hubo semifinales         | No hubo semifinales         |
| No participó en 1998 |            |                         |                         |                    |                    |                             |                             |
| 1999                 | Jerusalén  | Selma                   | «All out of luck»       | 2                  | 146                | No hubo semifinales         | No hubo semifinales         |
| 2000                 | Estocolmo  | August & Telma          | «Tell me!»              | 12                 | 45                 | No hubo semifinales         | No hubo semifinales         |
| 2001                 | Copenhague | Two Tricky              | «Angel»                 | 22                 | 3                  | No hubo semifinales         | No hubo semifinales         |
| No participó en 2002 |            |                         |                         |                    |                    |                             |                             |
| 2003                 | Riga       | Birgitta                | «Open your heart»       | 9                  | 81                 | No hubo semifinales         | No hubo semifinales         |
| 2004                 | Estambul   | Jónsi                   | «Heaven»                | 19                 | 16                 | Top 11 del año anterior     | Top 11 del año anterior     |
| 2005                 | Kiev       | Selma                   | «If I had your love»    | No se clasificó    | No se clasificó    | 16                          | 52                          |
| 2006                 | Atenas     | Silvía Night            | «Congratulations»       | No se clasificó    | No se clasificó    | 13                          | 62                          |
| 2007                 | Helsinki   | Eiríkur Hauksson        | «Valentine lost»        | No se clasificó    | No se clasificó    | 13                          | 77                          |
| 2008                 | Belgrado   | Euroband                | «This is my life»       | 14                 | 64                 | 8                           | 68                          |
| 2009                 | Moscú      | Yohanna                 | «Is it true?»           | 2                  | 218                | 1                           | 174                         |
| 2010                 | Oslo       | Hera Björk              | «Je ne sais quoi»       | 19                 | 41                 | 3                           | 123                         |
| 2011                 | Düsseldorf | Sigurjón's Friends      | «Coming home»           | 20                 | 61                 | 4                           | 100                         |
| 2012                 | Bakú       | Gréta Salóme & Jónsi    | «Never forget»          | 20                 | 46                 | 8                           | 75                          |
| 2013                 | Malmö      | Eyþór Ingi              | «Ég á líf»              | 17                 | 47                 | 6                           | 72                          |
| 2014                 | Copenhague | Pollapönk               | «No prejudice»          | 15                 | 58                 | 8                           | 61                          |
| 2015                 | Viena      | Maria Ólafsdóttir       | «Unbroken»              | No se clasificó    | No se clasificó    | 15                          | 14                          |
| 2016                 | Estocolmo  | Gréta Salóme            | «Hear them calling»     | No se clasificó    | No se clasificó    | 14                          | 51                          |
| 2017                 | Kiev       | Svala                   | «Paper»                 | No se clasificó    | No se clasificó    | 15                          | 60                          |
| 2018                 | Lisboa     | Ari Ólafsson            | «Our choice»            | No se clasificó    | No se clasificó    | 19                          | 15                          |
| 2019                 | Tel Aviv   | Hatari                  | «Hatrið mun sigra»      | 10                 | 232                | 3                           | 221                         |
| 2020                 | Róterdam   | Daði & Gagnamagnið      | «Think about things»    | Festival cancelado | Festival cancelado | Festival cancelado          | Festival cancelado          |
| 2021                 | Róterdam   | Daði & Gagnamagnið      | «10 years»              | 4                  | 378                | 2                           | 288                         |
| 2022                 | Turín      | Systur                  | «Með hækkandi sól»      | 23                 | 20                 | 10                          | 103                         |
| 2023                 | Liverpool  | Diljá                   | «Power»                 | No se clasificó    | No se clasificó    | 11                          | 44                          |
| 2024                 | Malmö      | Hera Björk              | «Scared of Heights»     | No se clasificó    | No se clasificó    | 15                          | 3                           |
| 2025                 | Basilea    | Væb                     | «Róa»                   | 25                 | 33                 | 6                           | 97                          |

## Votación de Islandia
Hasta 2025, la votación de Islandia ha sido:
| Más puntos otorgados solo en la gran final | Más puntos otorgados solo en la gran final | Más puntos otorgados solo en la gran final |
| Pos.                                       | País                                       | Puntos                                     |
| ------------------------------------------ | ------------------------------------------ | ------------------------------------------ |
| 1                                          | Suecia                                     | 297                                        |
| 2                                          | Dinamarca                                  | 200                                        |
| 3                                          | Noruega                                    | 196                                        |
| 4                                          | Francia                                    | 146                                        |
| 5                                          | Finlandia                                  | 127                                        |

| Más puntos otorgados en semifinales y final | Más puntos otorgados en semifinales y final | Más puntos otorgados en semifinales y final |
| Pos.                                        | País                                        | Puntos                                      |
| ------------------------------------------- | ------------------------------------------- | ------------------------------------------- |
| 1                                           | Suecia                                      | 377                                         |
| 2                                           | Noruega                                     | 279                                         |
| 3                                           | Dinamarca                                   | 276                                         |
| 4                                           | Finlandia                                   | 232                                         |
| 5                                           | Portugal                                    | 162                                         |

| Más puntos recibidos solo en la final | Más puntos recibidos solo en la final | Más puntos recibidos solo en la final |
| Pos.                                  | País                                  | Puntos                                |
| ------------------------------------- | ------------------------------------- | ------------------------------------- |
| 1                                     | Suecia                                | 142                                   |
| 2                                     | Dinamarca                             | 141                                   |
| 3                                     | Noruega                               | 133                                   |
| 4                                     | Reino Unido                           | 100                                   |
| 5                                     | Finlandia                             | 90                                    |

| Más puntos recibidos en semifinales y final | Más puntos recibidos en semifinales y final | Más puntos recibidos en semifinales y final |
| Pos.                                        | País                                        | Puntos                                      |
| ------------------------------------------- | ------------------------------------------- | ------------------------------------------- |
| 1                                           | Dinamarca                                   | 239                                         |
| 2                                           | Suecia                                      | 226                                         |
| 3                                           | Finlandia                                   | 215                                         |
| 4                                           | Noruega                                     | 199                                         |
| 5                                           | España                                      | 155                                         |

## 12 puntos
- Islandia ha dado 12 puntos a:

### Final (1986 - 2003)
| Año  | País       | Año  | País        | Año                  | País                 |
| ---- | ---------- | ---- | ----------- | -------------------- | -------------------- |
| 1986 | Suecia     | 1992 | Suiza       | No participó en 1998 | No participó en 1998 |
| 1987 | Alemania   | 1993 | Reino Unido | 1999                 | Dinamarca            |
| 1988 | Yugoslavia | 1994 | Irlanda     | 2000                 | Dinamarca            |
| 1989 | Chipre     | 1995 | Noruega     | 2001                 | Dinamarca            |
| 1990 | Francia    | 1996 | Estonia     | No participó en 2002 | No participó en 2002 |
| 1991 | Suecia     | 1997 | Chipre      | 2003                 | Noruega              |

| Año  | País      | Año  | País         |
| ---- | --------- | ---- | ------------ |
| 2004 | Dinamarca | 2010 | Bélgica      |
| 2005 | Noruega   | 2011 | Finlandia    |
| 2006 | Finlandia | 2012 | Chipre       |
| 2007 | Hungría   | 2013 | Noruega      |
| 2008 | Dinamarca | 2014 | Países Bajos |
| 2009 | Finlandia | 2015 | Suecia       |

| Año  | Jurado       | Televoto        | Conjunto        |
| ---- | ------------ | --------------- | --------------- |
| 2016 | Países Bajos | Rusia           | Rusia           |
| 2017 | Portugal     | Portugal        | Portugal        |
| 2018 | Albania      | República Checa | Israel          |
| 2019 | Australia    | República Checa | Australia       |
| 2021 | Suiza        | Dinamarca       | Suiza           |
| 2022 | Noruega      | Ucrania         | Noruega Ucrania |
| 2023 | Sin jurado   | Dinamarca       | Dinamarca       |
| 2024 | Sin jurado   | Croacia         | Croacia         |
| 2025 | Sin jurado   | Suecia          | Suecia          |

| Año  | País      | Año  | País         |
| ---- | --------- | ---- | ------------ |
| 2004 | Ucrania   | 2010 | Dinamarca    |
| 2005 | Noruega   | 2011 | Dinamarca    |
| 2006 | Finlandia | 2012 | Suecia       |
| 2007 | Finlandia | 2013 | Dinamarca    |
| 2008 | Dinamarca | 2014 | Países Bajos |
| 2009 | Noruega   | 2015 | Suecia       |

| Año  | Jurado       | Televoto  | Conjunto          |
| ---- | ------------ | --------- | ----------------- |
| 2016 | Países Bajos | Suecia    | Australia         |
| 2017 | Portugal     | Portugal  | Portugal          |
| 2018 | Austria      | Dinamarca | Israel            |
| 2019 | Suecia       | Noruega   | Australia         |
| 2021 | Suiza        | Finlandia | Suiza             |
| 2022 | Suecia       | Ucrania   | Ucrania           |
| 2023 | Australia    | Finlandia | Finlandia         |
| 2024 | Francia      | Croacia   | Francia / Croacia |
| 2025 | Suecia       | Polonia   | Suecia            |

## En la cultura popular
En la película cómica de Netflix de 2020 Eurovision Song Contest: The Story of Fire Saga protagonizada por Will Ferrell y Rachel McAdams como un dúo ficticio de Islandia compitiendo en Eurovisión. Hannes Óli Ágústsson, quien interpreta a Olaf Yohansson en el filme, retomó su papel para el segmento de votaciones de la final del concurso de 2021, en el cual presentó los puntos en nombre del jurado islandés.

## Galería de imágenes
|                                     |
| Eiríkur Hauksson en Helsinki (2007) |

|                             |
| Euroband en Belgrado (2008) |

|                         |
| Yohanna en Moscú (2009) |

|                           |
| Hera Björk en Oslo (2010) |

|                                     |
| Greta Salóme & Jónsi en Baku (2012) |

|                            |
| Eyþór Ingi en Malmö (2013) |

|                                |
| Pollapönk en Copenhague (2014) |

|                                   |
| Maria Ólafsdóttir en Viena (2015) |

|                                  |
| Gréta Saløme en Estocolmo (2016) |

|                      |
| Svala en Kiev (2017) |

|                               |
| Ari Ólafsson en Lisboa (2018) |

|                           |
| Hatari en Tel Aviv (2019) |

|                        |
| Systur en Turín (2022) |

|                           |
| Diljá en Liverpool (2023) |

|                            |
| Hera Björk en Malmö (2024) |

- Datos: Q216759
- Multimedia: Iceland in the Eurovision Song Contest / Q216759